# Fischbach (Fußenauer Kanal)

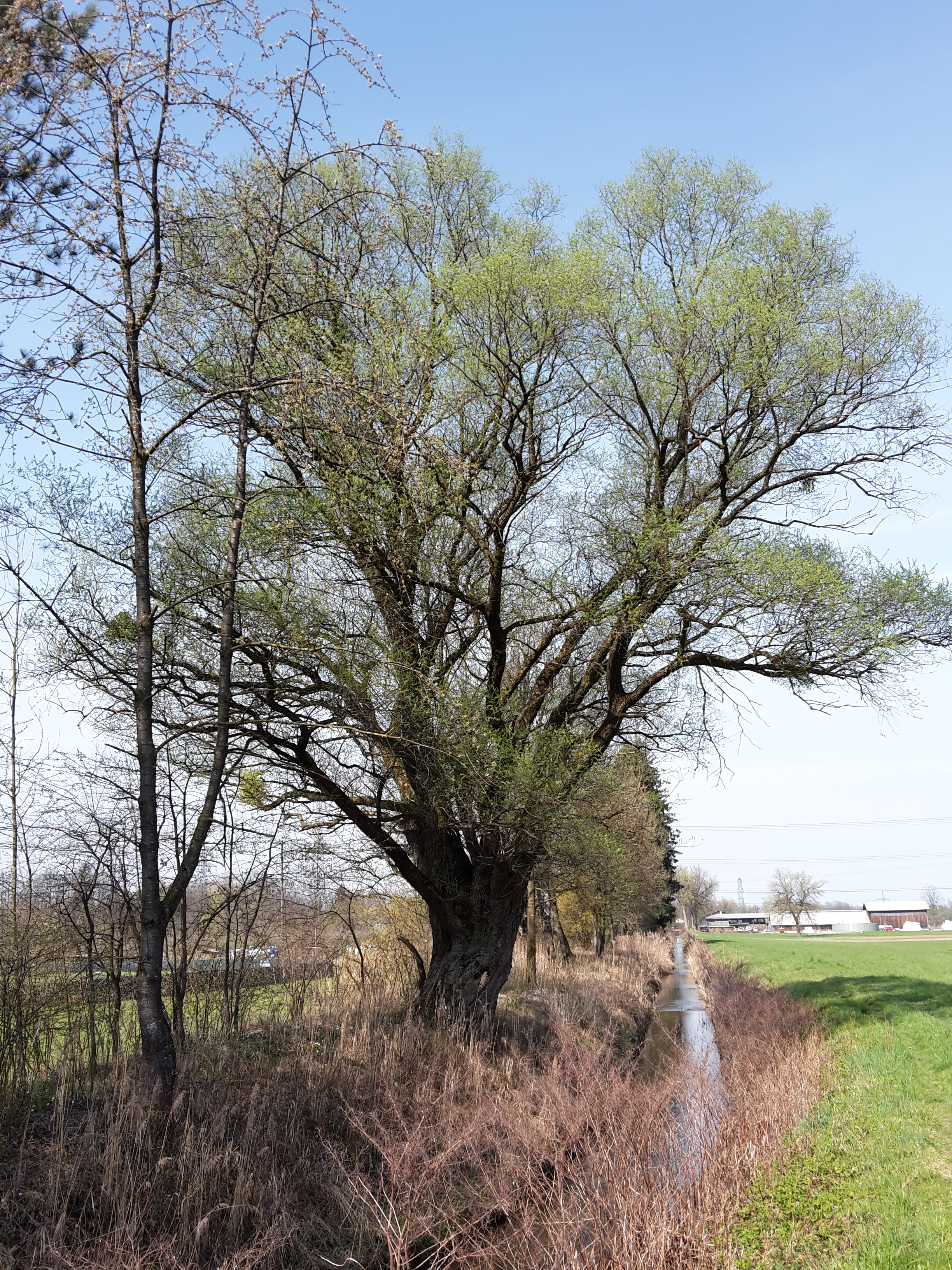
Mächtige Eiche am Fischbach im Frühjahr 2017

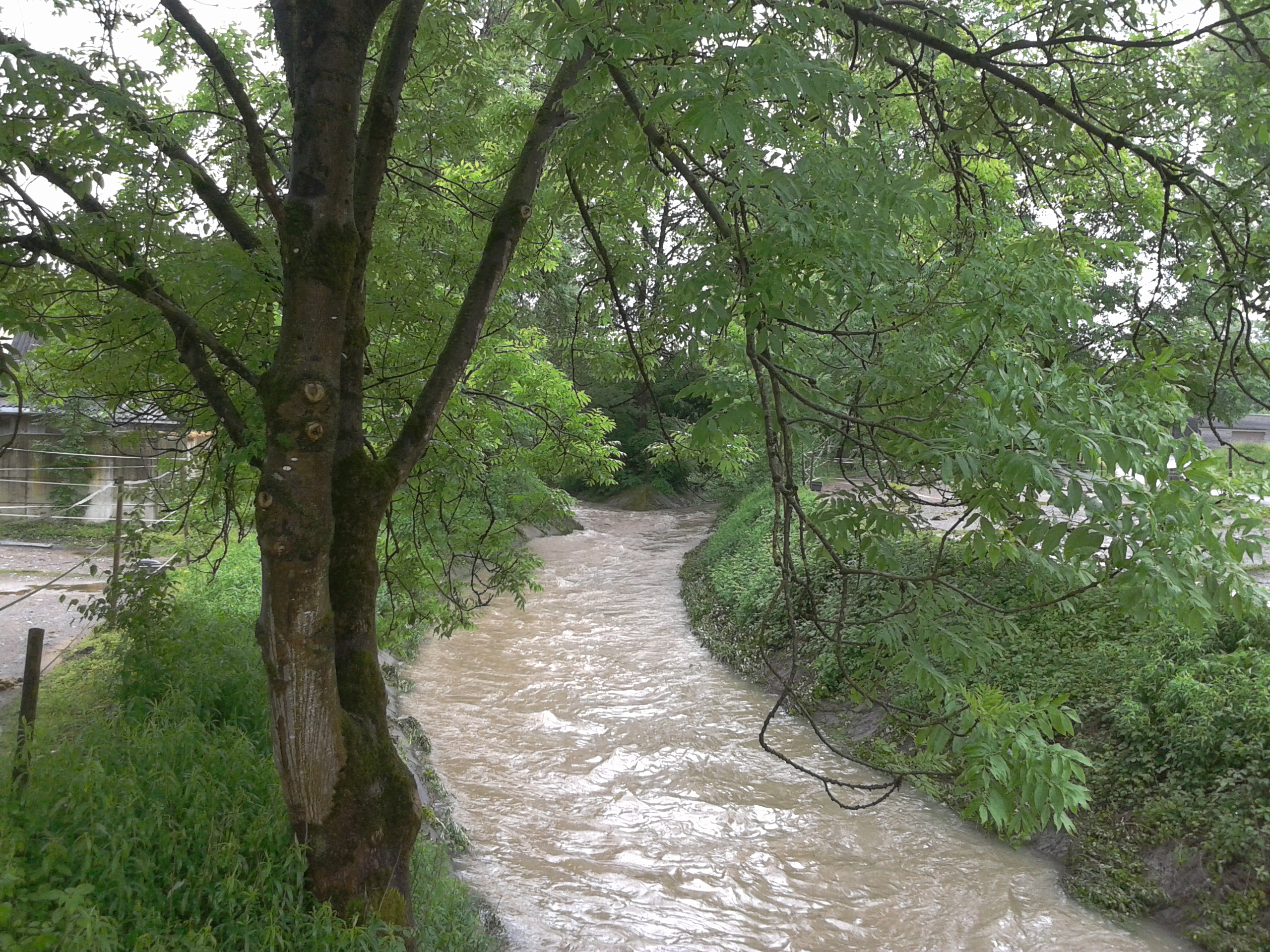
Zusammenfluss von Fischbach und Karlesgraben nach einem Schlagwetter 2015

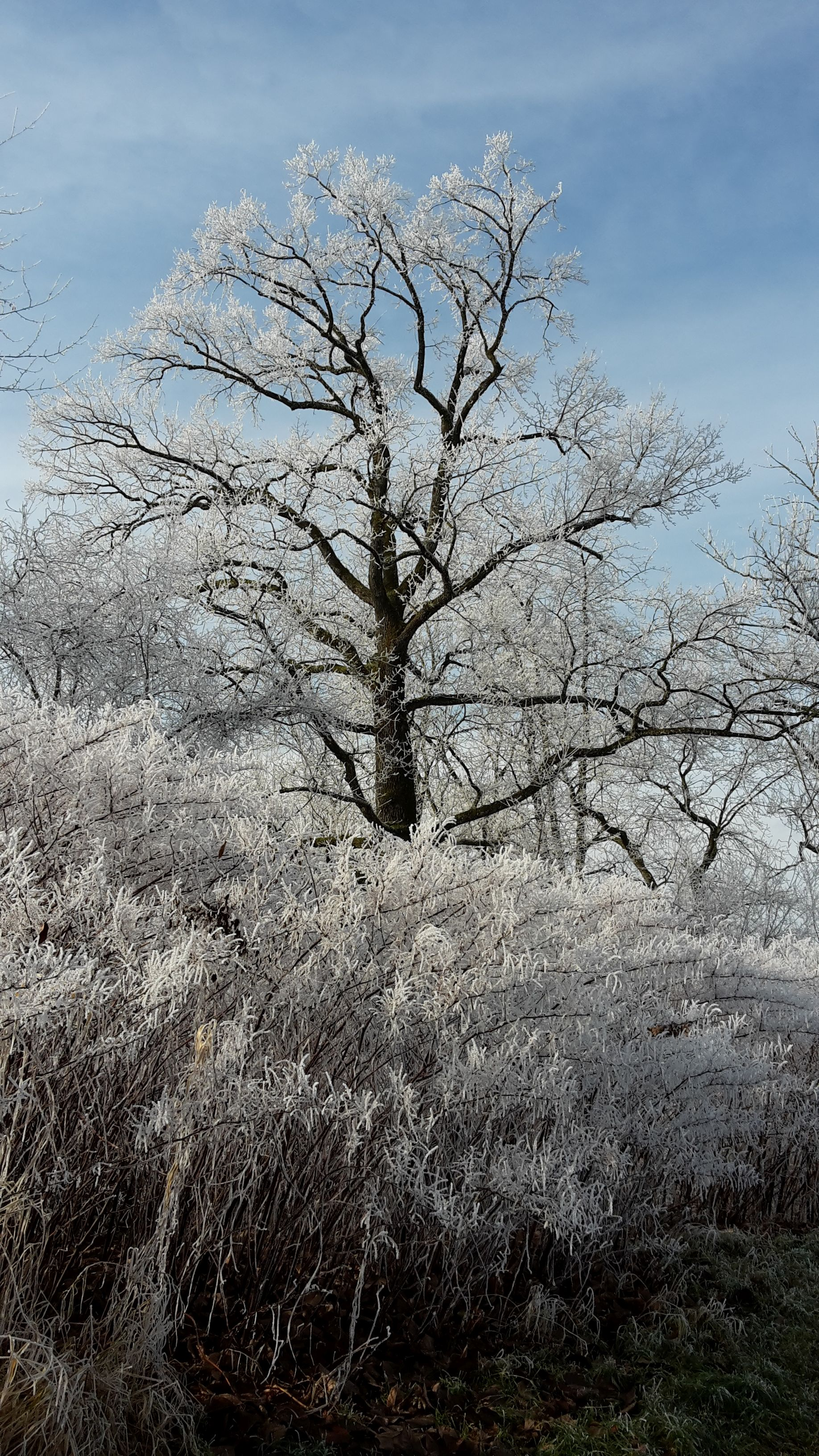
Raureif am Fischbach im Winter 2017

Der Fischbach ist ein Fließgewässer und der rechte Oberlauf des Fußenauer Kanals (zur Dornbirner Ach) bis Martinsruh in der Stadt Dornbirn, Bezirk Dornbirn, Vorarlberg, Österreich. Der heutige Fischbach wird aus dem Zusammenfluss des Eulenbachs (Palmern) und des Steinebachs gebildet (457 m ü. A.).
Der Fischbach fließt vom Zusammenfluss etwa 500 m nach Nordosten an den Wohnsiedlungen Am Wall und Büntlitten vorbei, schwenkt sodann in einem fast rechten Winkel für die restlichen 3300 m Gewässerlauf nach Nordwesten. Bei Gewässerkilometer 4,15 läuft der Fischbach parallel zum ehemaligen Werk Fischbach (auch: Rotfarb-Fabrik) des Textilunternehmens F. M. Hämmerle und in weiterer Folge das Siedlungsgebiet der Stadt Dornbirn. Der Fischbach vereinigt sich bei der Parzelle Fußenau mit dem von Süden kommenden Karlesgraben auf 405 m ü. A. zum Fußenauer Kanal, der mit der Gewässerkilometrierung des Fischbachs in Zuflussrichtung des Fischbachs weiterläuft und dann in die Dornbirner Ach mündet.
Der Fischbach ist fast auf seiner ganzen Länge durch künstliche Uferfassungen und ein künstliches Bachbett denaturiert. Seine Wasserführung schwankt stark zwischen sehr hoch nach rezenten Niederschlägen und kümmerlich nach längeren Trockenperioden. 

## Name
Der Flussname Fischbach kommt vom ursprünglich vorhandenen Fischreichtum und findet sich in Vorarlberg in Dornbirn, Alberschwende, Doren,  Hittisau, Sibratsgfäll und in Sulzberg. Der Fischbach war in Dornbirn für mehrere Parzelle und Straßen namensgebend.

## Früherer Verlauf und Quellen, und Zuflüsse
Der Fischbach (früher auch Vischbach oder Quellenbächlein) speiste sich in früheren Zeiten aus bis zu 15 Quellen, deren bedeutendste etwa beim „Stöffelisbild“ (heute: Kreuzung Kehlerstraße – Eisengasse – Kreuzgasse) entsprang. Vermutlich seit dem 16. Jh. nahmen seine Gewässer an der unteren Bündtlitten den Steinebach auf und gaben dem unteren Verlauf den Namen Fischbach. Der Verlauf des Fischbachs bzw. Steinebachs wurde mehrfach künstlich verlegt, bis er den heutigen Verlauf bekam.

## Zuflüsse
Der heutige Fischbach hat lediglich bei Gewässerkilometer 4,39 den Kehlenbach als Zufluss (von links). Bei Gewässerkilometer 2,36 unterquert der Fliederweggraben den Fischbach, ohne sich sichtbar zu vermengen.
Die in der Quellengasse austretenden Quellen, die aus den am Fallenberg versickerten Gewässern entstammen, speisten ursprünglich teilweise auch den Fischbach, wurden aber auch für die Textilerzeugung abgeleitet und genutzt.

## Wirtschaftliche Nutzung
Der Fischbach wurde bereits früher vielfach wirtschaftlich genutzt. Sowohl zur Energieerzeugung, als auch als Frischwasserlieferant und als Abwasserableitung für die Textilindustrie. Bis in die frühen 1970er Jahre wurden Abwässer noch ungefiltert in den Fischbach eingeleitet.

## Hochwasserschutz und Wildbachverbauungen
Die Gefahr durch Hochwasser des Baches ist bis heute für das Siedlungsgebiet von Dornbirn gegeben. Zur Entlastung des Fischbachs wird aktuell ein 475 m langer Entlastungsstollen unterhalb des Zanzenbergs geplant und erkundet, durch welchen im Endausbau Überwasser in die Dornbirner Ache umgeleitet werden kann. Die Erkundungsbohrung begann im Februar 2016. Der Stollen soll etwa bei Gewässerkilometer (GwKm) 5,90 des Steinebachs beginnen und bei GwKm 15,91 der Dornbirner Ach einmünden (Achbrücke beim Bauhof), wobei die letzten 200 m als offener Kanal geführt werden soll.